# Lluís Mas Bonet
Lluís Guillem Mas Bonet (Ses Salines, 15 d'octubre de 1989) és un ciclista mallorquí que competeix tant en pista com en ruta. Actualment milita a l'equip Movistar Team.

## Palmarès en ruta
- 2007
  - 1r al Trofeu Fernando Escartín
- 2013
  - Medalla de plata als Jocs del Mediterrani de Mersin en contrarellotge individual
  - Vencedor d'una etapa al GP Liberty Seguros-Volta as terras de Santa Maria
- 2015
  - Vencedor d'una etapa a la Volta a Turquia i 1r de la classificació dels esprints especials
  - Vencedor de la classificació dels esprints a la Volta a Catalunya

### Resultats a la Volta a Espanya
- 2014. 121è de la classificació general
- 2015. Abandona (14a etapa)
- 2016. No surt (5a etapa)
- 2017. 83è de la classificació general
- 2018. 47è de la classificació general
- 2022. 133è de la classificació general

### Resultats al Giro d'Itàlia
- 2019. 126è de la classificació general

## Palmarès en pista

### Resultats a laCopa del Món de ciclisme en pista
- 2009-2010
  - 3r a Cali, en Persecució per equips